# Shepheards Hotel

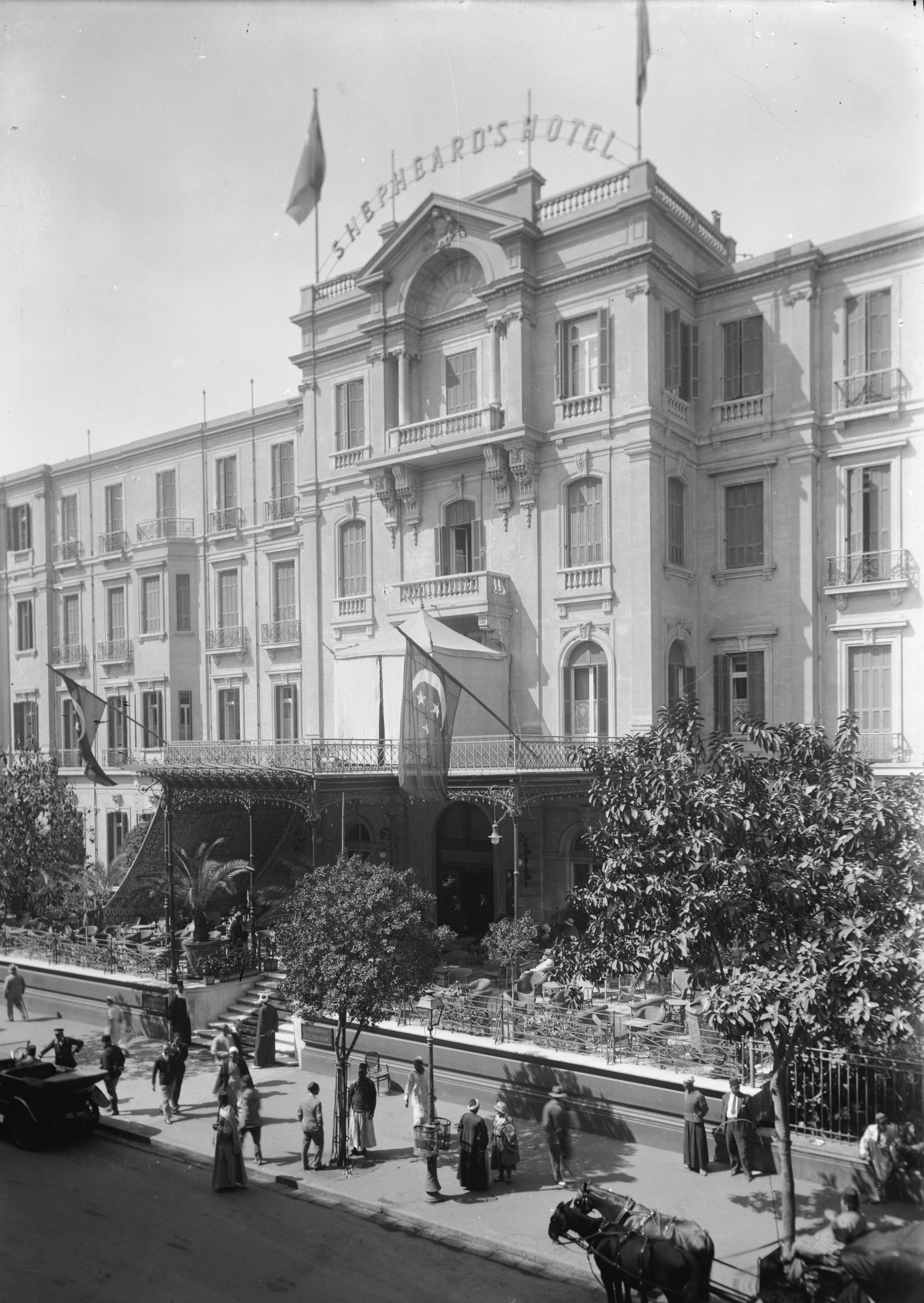
Het hotel rond 1925

Het Shepheards Hotel in Caïro is in 1841 gebouwd door de Engelse hotellier Samuel Shepheard. Het terrein aan de Corniche El-Nil was een voormalig legerkamp van Napoleon. In 1869 verbleven vele prominenten in het hotel ter gelegenheid van de opening van het Suezkanaal. In de tweede helft van de 19e eeuw werd het hotel een ontmoetingsplaats voor de aristocratie. In 1889 kwam er pas echte concurrentie in het luxe marktsegment toen het gastenverblijf van de regering,
Ghezireh Palace tot hotel werd omgebouwd. In 1880 was Thomas Cook begonnen met het organiseren van reizen naar het Midden-oosten. In Caïro logeerden de klanten van Thomas Cook in het Shepheards Hotel. De Belgische concurrent CIWL exploiteerde via haar dochter Compagnie Internationale des Grands Hôtels (CIGH) vanaf 1894 het Ghezireh Palace. In de concurrentie-slag kocht de CIGH eerst de directeur van het Shepheards Hotel weg. In 1896 betaalde CIWL-baas Nagelmackers een grote som geld voor de Fêtes de Ghezireh uiteraard in zijn hotel. Door de publiciteit ten koste van het Shepheards Hotel kon de CIGH het Shepheards Hotel in 1897 overnemen. De CIGH exploiteerde het hotel tot 1905. In de Eerste Wereldoorlog fungeerde het hotel als hoofdkwartier van de Britse strijdkrachten in het Midden-Oosten. In 1952 werd het hotel net als de omliggende buurt getroffen door een grote brand. In 1957 is het huidige gebouw opgetrokken. 